# Let It Bleed
Let It Bleed (literalment Deixa que sagni) és l'àlbum d'estudi vuitè al Regne Unit i desè als Estats Units de la banda de rock britànica The Rolling Stones. Va ser publicat el 5 de desembre de 1969 i va servir de continuació a la seva reeixida i aclamada producció Beggars Banquet, que havia estat editada l'any anterior. Marca l'inici de l'etapa de Mick Taylor com a guitarrista, en substitució de Brian Jones, guitarrista, fundador i antic líder de la banda. Jones va morir durant l'enregistrament de l'obra, un mes després de deixar de ser membre dels Stones. Taylor participa en dues cançons.
La producció va ser a càrrec de Jimmy Miller, que ja havia produït el LP anterior. Aquest àlbum concebut com un disc rock amb fortes influències blues i country. Va arribar a la tercera posició a la llista de Billboard en la categoria d'àlbums pop dels Estats Units mentre que va arribar al primer lloc en les llistes del Regne Unit. La portada surrealista de l'àlbum va ser realitzada per Robert Brownjohn inspirada per un títol provisional de l'obra, Automatic Changer ("tocadiscs automàtic"). És considerat un dels millors enregistraments de la banda ("la seva gran obra mestra" segons paraules del crític de música Stephen Davis) i l'any 2003 la revista Rolling Stone el va col·locar en el lloc 32 de la seva Llista dels 500 millors àlbums de tots els temps.

## Llista de cançons
| 1. | «Gimme Shelter» | 4:31 |
| 2. | «Love in Vain»  | 4:19 |
| 3. | «Country Honk»  | 3:09 |
| 4. | «Live with Me»  | 3:33 |
| 5. | «Let It Bleed»  | 5:26 |

| 1. | «Midnight Rambler»                   | 6:52 |
| 2. | «You Got the Silver»                 | 2:51 |
| 3. | «Monkey Man»                         | 4:12 |
| 4. | «You Can't Always Get What You Want» | 7:28 |